# Сборная Чили по футболу (до 17 лет)
Сборная Чили по футболу до 17 лет (исп. Selección de fútbol sub-17 de Chile) — национальная футбольная команда, представляющая Чили в международных турнирах, за которую имеют право выступать игроки возрастом 17 лет и младше. Сборная контролируется Федерацией футбола Чили.
Сборная Чили до 17 лет является бронозовым призёром чемпионата мира 1993 года. Также сборная дважды завоёвывала серебро на чемпионате Южной Америки до 17 лет.

## Статистика выступлений начемпионатах мира
| Год   | Раунд                    | Итог                     | И                        | В                        | Н                        | П                        | МЗ                       | МП                       |                          |
| ----- | ------------------------ | ------------------------ | ------------------------ | ------------------------ | ------------------------ | ------------------------ | ------------------------ | ------------------------ | ------------------------ |
| 1985  | Не квалифицировалась     | Не квалифицировалась     | Не квалифицировалась     | Не квалифицировалась     | Не квалифицировалась     | Не квалифицировалась     | Не квалифицировалась     | Не квалифицировалась     | Не квалифицировалась     |
| 1987  | Не квалифицировалась     | Не квалифицировалась     | Не квалифицировалась     | Не квалифицировалась     | Не квалифицировалась     | Не квалифицировалась     | Не квалифицировалась     | Не квалифицировалась     | Не квалифицировалась     |
| 1989  | Не квалифицировалась     | Не квалифицировалась     | Не квалифицировалась     | Не квалифицировалась     | Не квалифицировалась     | Не квалифицировалась     | Не квалифицировалась     | Не квалифицировалась     | Не квалифицировалась     |
| 1991  | Не квалифицировалась     | Не квалифицировалась     | Не квалифицировалась     | Не квалифицировалась     | Не квалифицировалась     | Не квалифицировалась     | Не квалифицировалась     | Не квалифицировалась     | Не квалифицировалась     |
| 1993  | Третье место             | 3-е                      | 6                        | 2                        | 3                        | 1                        | 12                       | 10                       |                          |
| 1995  | Не квалифицировалась     | Не квалифицировалась     | Не квалифицировалась     | Не квалифицировалась     | Не квалифицировалась     | Не квалифицировалась     | Не квалифицировалась     | Не квалифицировалась     | Не квалифицировалась     |
| 1997  | Групповой этап           | 9-е                      | 3                        | 1                        | 1                        | 1                        | 7                        | 4                        |                          |
| 1999  | Не квалифицировалась     | Не квалифицировалась     | Не квалифицировалась     | Не квалифицировалась     | Не квалифицировалась     | Не квалифицировалась     | Не квалифицировалась     | Не квалифицировалась     | Не квалифицировалась     |
| 2001  | Не квалифицировалась     | Не квалифицировалась     | Не квалифицировалась     | Не квалифицировалась     | Не квалифицировалась     | Не квалифицировалась     | Не квалифицировалась     | Не квалифицировалась     | Не квалифицировалась     |
| 2003  | Не квалифицировалась     | Не квалифицировалась     | Не квалифицировалась     | Не квалифицировалась     | Не квалифицировалась     | Не квалифицировалась     | Не квалифицировалась     | Не квалифицировалась     | Не квалифицировалась     |
| 2005  | Не квалифицировалась     | Не квалифицировалась     | Не квалифицировалась     | Не квалифицировалась     | Не квалифицировалась     | Не квалифицировалась     | Не квалифицировалась     | Не квалифицировалась     | Не квалифицировалась     |
| 2007  | Не квалифицировалась     | Не квалифицировалась     | Не квалифицировалась     | Не квалифицировалась     | Не квалифицировалась     | Не квалифицировалась     | Не квалифицировалась     | Не квалифицировалась     | Не квалифицировалась     |
| 2009  | Не квалифицировалась     | Не квалифицировалась     | Не квалифицировалась     | Не квалифицировалась     | Не квалифицировалась     | Не квалифицировалась     | Не квалифицировалась     | Не квалифицировалась     | Не квалифицировалась     |
| 2011  | Не квалифицировалась     | Не квалифицировалась     | Не квалифицировалась     | Не квалифицировалась     | Не квалифицировалась     | Не квалифицировалась     | Не квалифицировалась     | Не квалифицировалась     | Не квалифицировалась     |
| 2013  | Не квалифицировалась     | Не квалифицировалась     | Не квалифицировалась     | Не квалифицировалась     | Не квалифицировалась     | Не квалифицировалась     | Не квалифицировалась     | Не квалифицировалась     | Не квалифицировалась     |
| 2015  | 1/8 финала               | 13-е                     | 4                        | 1                        | 1                        | 2                        | 7                        | 11                       |                          |
| 2017  | Групповой этап           | 21-е                     | 3                        | 0                        | 1                        | 2                        | 0                        | 7                        |                          |
| 2019  | Будет определено позднее | Будет определено позднее | Будет определено позднее | Будет определено позднее | Будет определено позднее | Будет определено позднее | Будет определено позднее | Будет определено позднее | Будет определено позднее |
| Итого | Третье место             | 4/17                     | 16                       | 4                        | 6                        | 6                        | 26                       | 32                       |                          |

## Статистика выступлений начемпионатах Южной Америки (до 17 лет)
| Год   | Раунд                    | Итог                     | И                        | В                        | Н                        | П                        | МЗ                       | МП                       |
| ----- | ------------------------ | ------------------------ | ------------------------ | ------------------------ | ------------------------ | ------------------------ | ------------------------ | ------------------------ |
| 1985  | Четвёртое место          | 4-е                      | 8                        | 3                        | 1                        | 4                        | 11                       | 11                       |
| 1986  | Групповой этап           | 9-е                      | 4                        | 0                        | 3                        | 1                        | 3                        | 4                        |
| 1988  | Групповой этап           | 5-е                      | 4                        | 2                        | 0                        | 2                        | 8                        | 5                        |
| 1991  | Четвёртое место          | 4-е                      | 7                        | 2                        | 3                        | 2                        | 7                        | 5                        |
| 1993  | Финалист                 | 2-е                      | 7                        | 2                        | 3                        | 2                        | 20                       | 13                       |
| 1995  | Четвёртое место          | 4-е                      | 7                        | 1                        | 3                        | 3                        | 11                       | 23                       |
| 1997  | Третье место             | 3-е                      | 7                        | 3                        | 1                        | 3                        | 14                       | 12                       |
| 1999  | Групповой этап           | 7-е                      | 4                        | 1                        | 1                        | 2                        | 4                        | 5                        |
| 2001  | Групповой этап           | 10-е                     | 4                        | 0                        | 1                        | 3                        | 9                        | 13                       |
| 2003  | Групповой этап           | 6-е                      | 4                        | 1                        | 0                        | 3                        | 4                        | 7                        |
| 2005  | Групповой этап           | 5-е                      | 4                        | 2                        | 0                        | 2                        | 6                        | 7                        |
| 2007  | Групповой этап           | 9-е                      | 4                        | 1                        | 0                        | 3                        | 3                        | 5                        |
| 2009  | Групповой этап           | 7-е                      | 4                        | 1                        | 1                        | 2                        | 4                        | 7                        |
| 2011  | Групповой этап           | 8-е                      | 4                        | 1                        | 1                        | 2                        | 5                        | 8                        |
| 2013  | Групповой этап           | 8-е                      | 4                        | 0                        | 3                        | 1                        | 3                        | 4                        |
| 2015  | Групповой этап           | 10-е                     | 4                        | 0                        | 0                        | 4                        | 4                        | 12                       |
| 2017  | Финалист                 | 2-е                      | 9                        | 5                        | 2                        | 2                        | 7                        | 9                        |
| 2019  | Будет определено позднее | Будет определено позднее | Будет определено позднее | Будет определено позднее | Будет определено позднее | Будет определено позднее | Будет определено позднее | Будет определено позднее |
| Итого | Финалист                 | 17/17                    | 89                       | 25                       | 23                       | 41                       | 123                      | 150                      |

## Достижения
- Чемпионат мира (до 17 лет)
  - Третье место: 1993
- Чемпионат Южной Америки (до 17 лет)
  - Финалист (2): 1993, 2017
  - Третье место: 1997